# 施泰因瑟尔
施泰因瑟尔（德语、法语：Steinsel）是卢森堡中部的一个市镇和城镇，位于卢森堡城北部。 

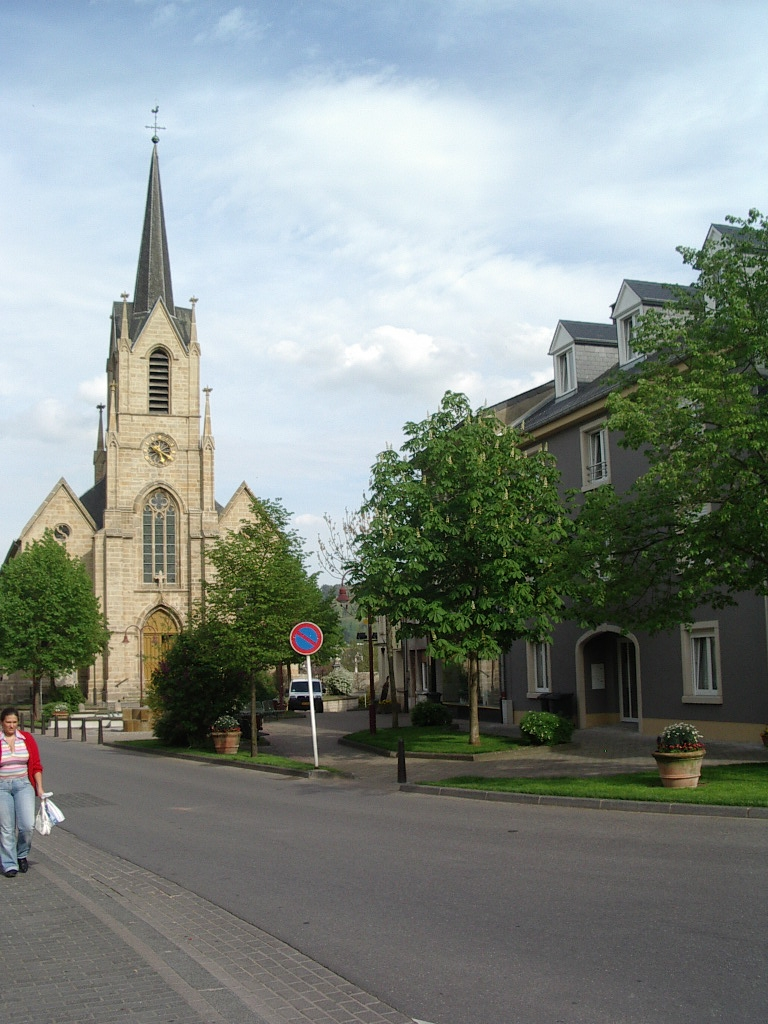
施泰因瑟尔的教堂